# Sílvio Júnior
Sílvio Júnior, właśc. Sílvio Rodrigues Pereira Júnior (ur. 4 maja 1994 w Ribeirão Preto w stanie São Paulo, Brazylia) – brazylijski piłkarz, grający na pozycji napastnika.

## Kariera piłkarska

### Kariera klubowa
Wychowanek klubu Corinthians Paulista. Karierę piłkarską rozpoczął w drużynie Rio Branco EC. Potem występował w mistrzostwach stanu São Paulo w klubach Rio Claro FC, Ituano FC i Batatais FC. Zimą 2016 wyjechał do Europy, gdzie 13 lutego 2016 podpisał kontrakt z ukraińskim Czornomorcem Odessa. 1 czerwca 2018 opuścił odeski klub.